# Четвёртая мировая война
«Четвёртая мировая война» (англ. The Fourth World War) — документальный антиглобалистский фильм 2003 года (режиссёры Жаклин Суэн и Ричард Роули).

## Сюжет
Фильм, созданный усилиями активистов антиглобалистских движений, показывает картины сопротивления власти транснациональных корпораций и поддерживающих их правительств в разных уголках мира: Мексике, Аргентине, Южной Корее, Палестине, ЮАР, Ираке. Сам термин «Четвёртая мировая война» восходит к творчеству лидера и теоретика мексиканских сапатистов субкоманданте Маркоса, который таким образом характеризовал условия, сложившиеся в период после Холодной войны. Согласно его определению, цитируемому создателями фильма в начальных кадрах, в Четвёртой мировой войне нет ни поля боя, ни противника, она идёт повсеместно и никогда не кончается.

## Коллектив авторов
- Режиссёры — Жаклин Суэн, Ричард Роули[англ.][2]
- Чтецы закадрового текста — Сухейр Хаммад[англ.], Майкл Франти[англ.][2]
- Музыка — Ману Чао, Asian Dub Foundation, Múm, DJ Moosaka[2], Muslimgauze, Ozomatli, DJ Splice[3]

## Характеристика и оценки
Фильм представляет собой третий и (на момент выхода) наиболее амбициозный проект группы Big Noise Films после «Сапатиста» (англ. Zapatista, 1998) и «Так выглядит демократия» (англ. This is What Democracy Looks Like, 2000). Как и предыдущий проект, лента сформирована как монтаж драматических, часто провокационных кадров многочисленных операторов, представляющих движения социального протеста. Оба фильма демонстрируют схожий эстетический подход к подбору и компоновке материала. Преемственность также наблюдается в выборе одного из голосов за кадром — в обеих лентах текст читает Майкл Франти, хотя в качестве его напарницы вместо Сьюзен Сарандон в новом фильме выступила Сухейр Хаммад. Однако если «Так выглядит демократия» фокусировался на одном краткосрочном событии — трёх днях уличных протестов, сопровождавших министерскую конференцию ВТО 1999 года в Сиэтле, то «Четвёртая мировая война» включает съёмки демонстраций, кампаний прямого действия и восстаний в разных странах мира. В фильме использованы кадры с шести «фронтов» — из Мексики, Аргентины, Южной Кореи, ЮАР, Палестины и Ирака, — а также с демонстраций протеста в Нью-Йорке, Квебеке и Генуе.
В отличие от современных «Четвёртой мировой войне» более мейнстримных антиглобалистских работ, таких как «Захват» и «Корпорация», авторы фильма не пытаются глубоко анализировать явления корпоративной глобализации, которым противостоят его герои. Вместо этого они заявляют в качестве цели «активацию» зрителя путём показа глобального сообщества, противостоящего империализму; таким образом, для них фильм является не средством фиксации явления сопротивления, а его составной частью и орудием. Зритель позиционируется не как адресат послания, а как часть борющегося сообщества. Лента опровергает представления об участниках движений социального протеста как о людях, не интересующихся теоретической стороной своей борьбы. Культурный контекст протестов, бросающих вызов господствующей иерархии символов, может рассматриваться в рамках современных теорий социальных движений. Эта борьба на уровне семантики относится в частности к эпизоду, когда на фоне фотографий интифады Сухейр Хаммад зачитывает перечень терминов — «оккупация, комендантский час, поселения, административное задержание, упреждающий удар, инфраструктура террора, истощение» — и заключает: «Их война уничтожает язык. Описывает геноцид словами тихого техника».
Хотя авторы ленты постулируют, что Четвёртая мировая война — это война без врага, и критикуют риторику правительства Дж. У. Буша в рамках так называемой войны против терроризма за мотивы антагонизма и страха, культуролог Д. Джеффресс отмечает, что сами они тоже оказались не в состоянии избегнуть стандартного нарратива войны «своих» против «чужих», в роли которых выступают глобальные корпорации. Подобно пропаганде своих противников, авторы расчеловечивают вторую сторону: итальянская полиция, в Генуе жёстко подавлявшая протестное насилие, представлена как бездушные машины. Исследователь указывает на «манихейский» характер получившегося нарратива: война должна быть окончена, но каждую отдельную битву необходимо выиграть. Он называет неудачным и сам подбор материала, при котором зрелищные кадры превалируют над менее яркими, но более эффективными средствами борьбы. Художественный язык фильма критикуют за излишнюю театральность (вплоть до употребления определения riot porn, с англ. — «порнография бунта»), монтаж в стиле клипов MTV, дидактичную прямолинейность и «гладкость», характерную для мультимедийной продукции старших классов престижной средней школы. Критик The Village Voice пишет, что лучше всего авторам удались эпизоды, когда видеоряд говорит сам за себя; таким эпизодом, в частности, предстают кадры палестинцев в трауре, перетекающие в съёмки детей, встающих на пути у израильских танков, а затем в короткий отрывок, демонстрирующий обрушение башен Всемирного торгового центра 11 сентября 2001 года.